# Adblock Plus
Adblock Plus (ABP) este o extensie de browser⁠(d) gratuită și open-source pentru filtrarea conținutului și blocarea reclamelor⁠(d). Este dezvoltată de Eyeo GmbH, o companie germană de software. Extensia a fost lansată pentru Mozilla Firefox (inclusiv mobil), Google Chrome, Internet Explorer, Microsoft Edge, Opera, Safari, Yandex Browser⁠(d) și Android.
În 2011, Adblock Plus și Eyeo au atras controverse considerabile cu privire la programul său „Acceptable Ads” pentru a „permite anumitor reclame neintruzive” (cum ar fi Google Ads) să fie permise în setările implicite ale extensiei. În timp ce participarea la procesul de listă albă a fost gratuită pentru site-urile web mici, companiile mari de publicitate au fost obligate să plătească o taxă pentru ca reclamele lor să fie incluse pe lista albă.

## Context
Versiunea originală a Adblock (0.1) a fost scrisă ca un proiect secundar pentru Firefox de către dezvoltatorul danez de software Henrik Aasted Sørensen, un student universitar la acea vreme, în 2002. Acesta a ascuns reclamele de imagine prin filtre definite de utilizator din pagină, dar nu le-a împiedicat să fie descărcate. Sørensen a menținut proiectul open-source până la Adblock 0.3, după care proiectul a schimbat mâinile. De la Adblock 0.3, Adblock nu mai oferă oficial „versiuni stabile”, ci oferă „versiuni de dezvoltare” sau „versiuni nightly”; Adblock 0.3 este ultima versiune stabilă oficială a Adblock.